# Čebín
Čebín je obec v okrese Brno-venkov v Jihomoravském kraji. Leží na rozhraní Boskovické brázdy a Bobravské vrchoviny, zhruba 20 km severozápadně od Brna, na jižním úpatí kopce Čebínka (432 m n. m.). Čebín sousedí na západě se Senticemi, na severozápadě s Hradčanami, na severu Drásovem a Malhostovicemi, na jihovýchodě s Kuřimí a na jihu s Moravskými Knínicemi a Chudčicemi. Žije zde přibližně 2 000 obyvatel.

## Historie
První dochované zmínky o Čebíně se nalézají v kronikách z 14. století: první šlechtic nesoucí jméno Čebín je zmiňován roku 1353.
V letech 1412 až 1848 patřil Čebín k panství lomnickému. Do roku 1949 spadal do působnosti okresu Tišnov, později okresu Brno-venkov.

## Obyvatelstvo
| Rok            | 1869 | 1880 | 1890 | 1900 | 1910 | 1921 | 1930  | 1950  | 1961  | 1970  | 1980  | 1991  | 2001  | 2011  | 2021  |
| -------------- | ---- | ---- | ---- | ---- | ---- | ---- | ----- | ----- | ----- | ----- | ----- | ----- | ----- | ----- | ----- |
| Počet obyvatel | 637  | 701  | 768  | 742  | 865  | 914  | 1 123 | 1 269 | 1 292 | 1 485 | 1 564 | 1 574 | 1 570 | 1 670 | 1 850 |
| Počet domů     | 105  | 113  | 119  | 128  | 146  | 152  | 228   | 274   | 297   | 311   | 342   | 396   | 421   | 455   | 520   |

Vývoj počtu obyvatel

## Pamětihodnosti
- Kostel sv. Jiří
- Památník osvobození[7] se sochou rudoarmějce z roku 1960 od Petra Bortlíka[8]

## Galerie

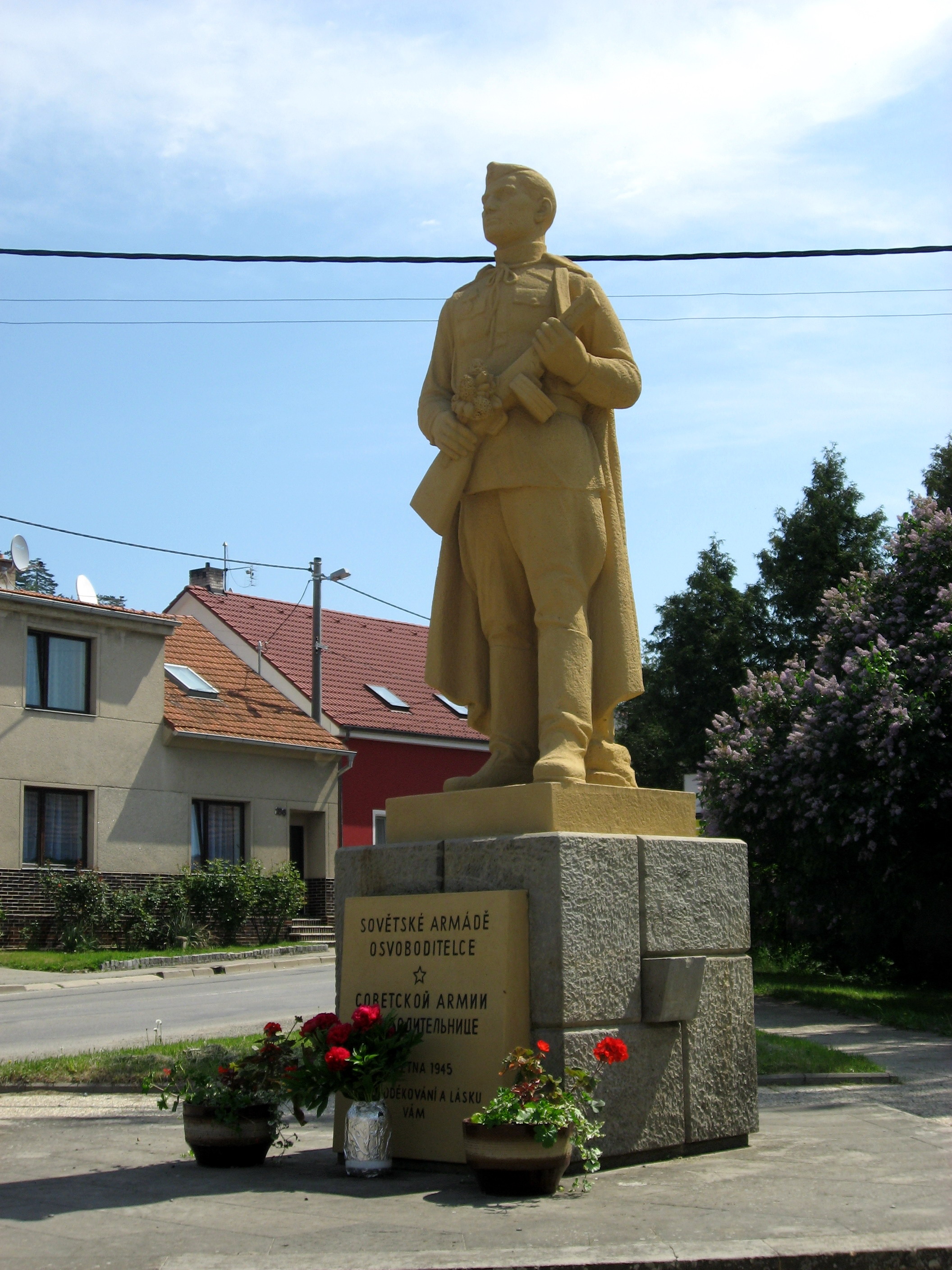
Socha rudoarmějce
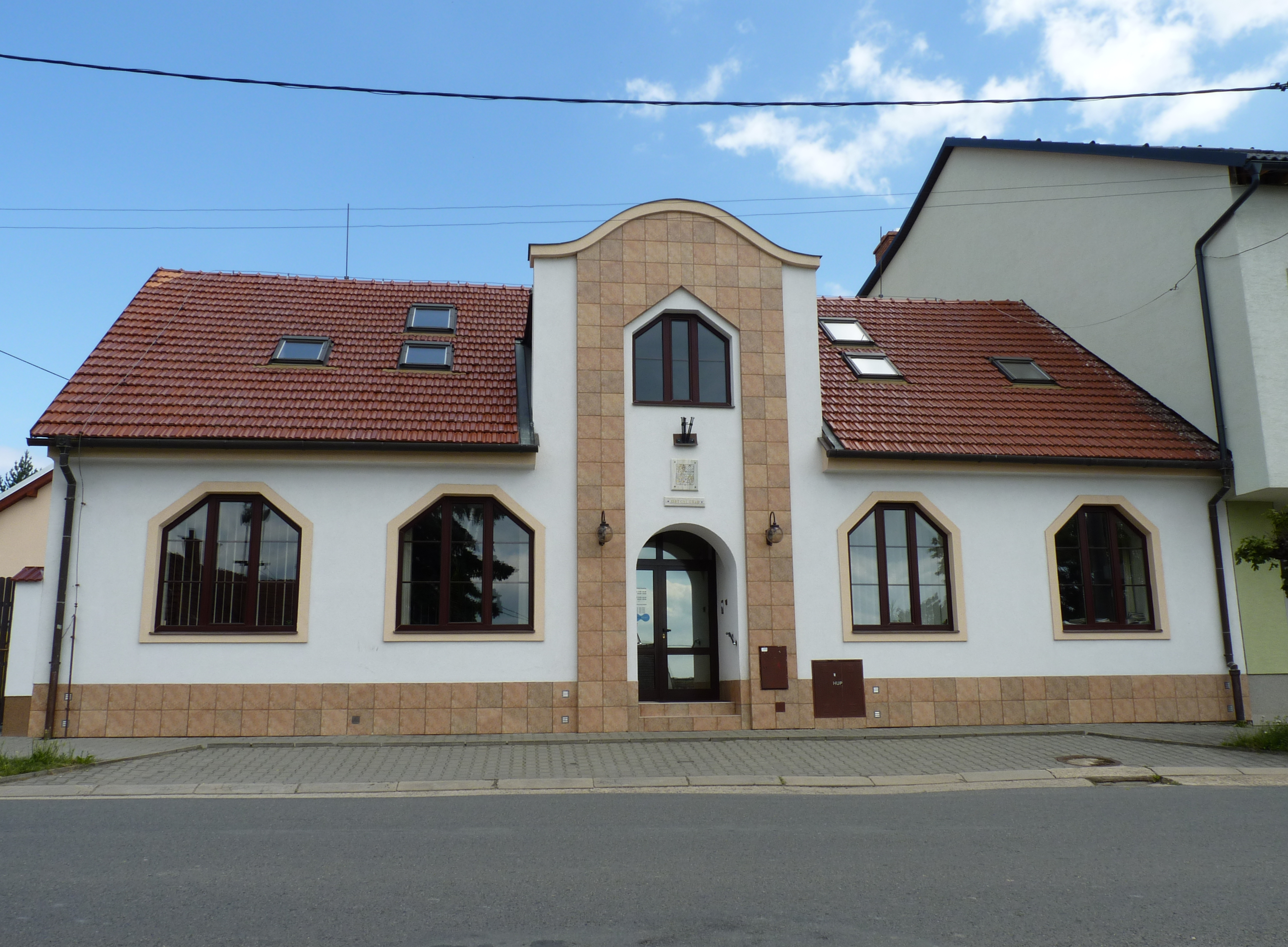
Obecní úřad
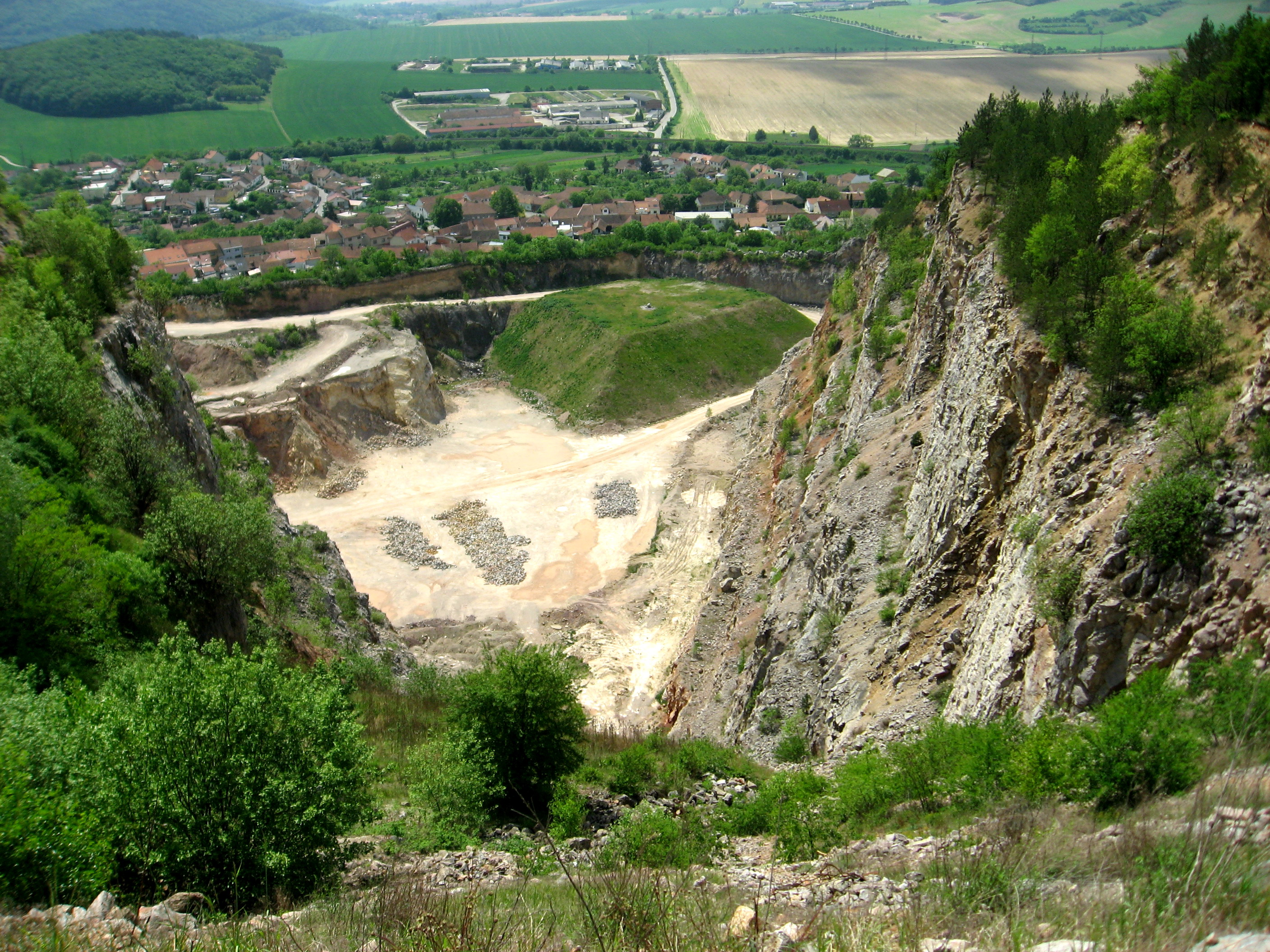
Lom na hoře Čebínce
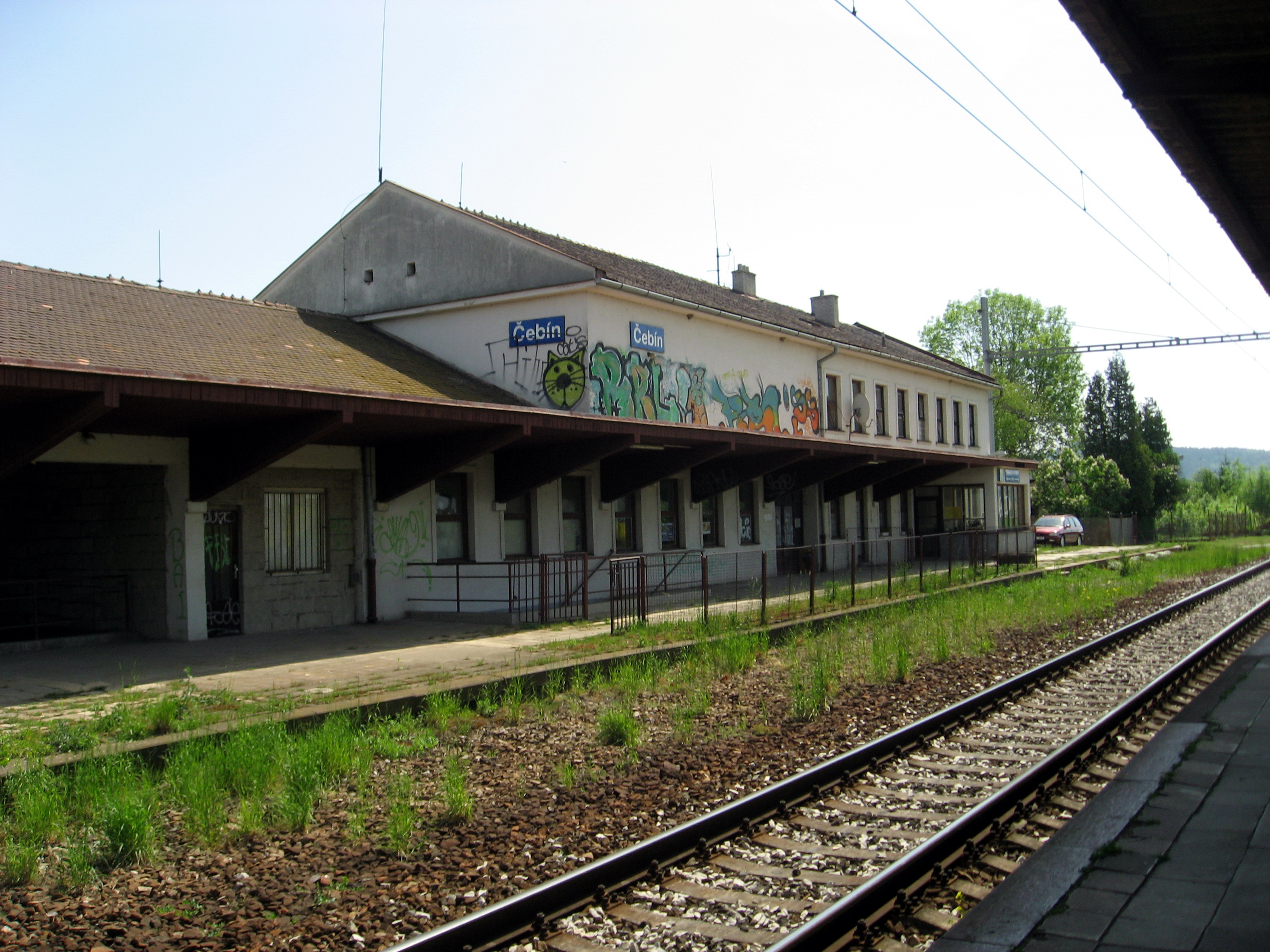
Železniční zastávka
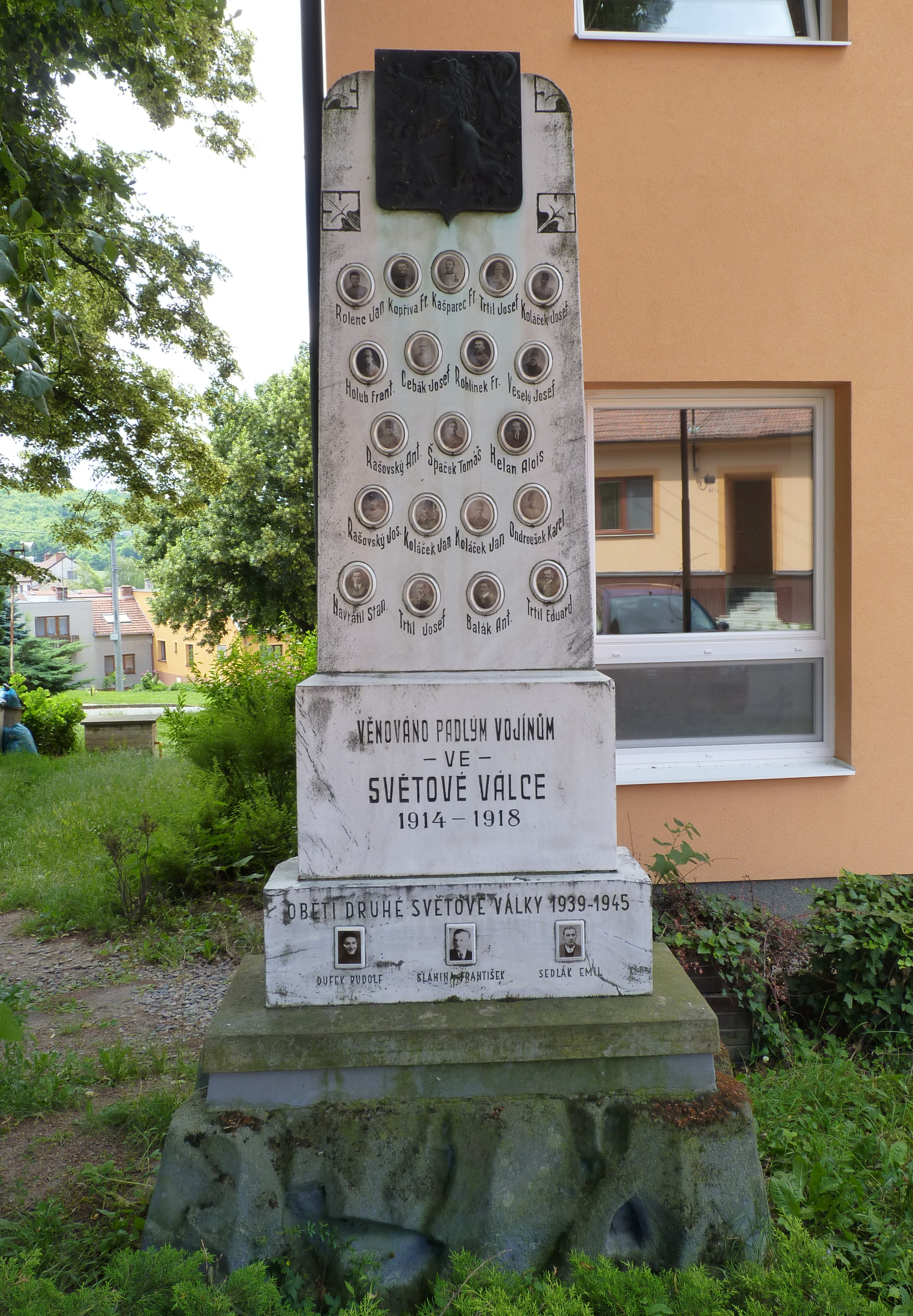
Pomník padlým v první světové válce

## Průmysl
Čebín je známý především jako místo zpracování vápence, který se těží především z vrchu Čebínka, ale dříve i na jiných místech v okolí. Nad vesnicí se tyčí odkrytá Čebínka, ze které již byla velká část odtěžena. V minulosti se vápenec zpracovával zejména na vápno, poslední desetiletí však slouží jako základ minerálních krmných přísad pro hospodářská zvířata.

## Společenský život
Samospráva obce od roku 2016 vyvěšuje 5. července moravskou vlajku.

## Rodáci
- Vladimír Kluska (1909–2001), pediatr a infektolog
- Miroslav Jůza (1943–2012), atlet
- František Štambachr (* 1953), fotbalista